# Quêtes littéraires
Quêtes littéraires – recenzowane czasopismo naukowe wydawane od 2011 roku przez Katolicki Uniwersytet Lubelski Jana Pawła II i Wydawnictwo Werset, dedykowane literaturze francuskiej i frankofońskiej. Każdy numer skupia się na odrębnym zagadnieniu, współtworzą go zarówno znani badacze, jak również młodzi naukowcy z Polski i zagranicy.
Czasopismo jest indeksowane w następujących bazach i katalogach: ANVUR, Arianta, BASE, BazHum, Biblioteka Nauki, Central and Eastern European Online Library (CEEOL), The Central European Journal of Social Sciences and Humanities (CEJSH), CNKI Scholar, Dialnet, Directory of Open Access Journals (DOAJ), EBSCO Discovery Service, Elektronische Zeitschriftenbibliothek (EZB), ERIH PLUS, ICI Journals Master List,JournalTOCs, Latindex, Mendeley (Elsevier), MIAR, Mir@bel, MLA International Bibliography, Norwegian Register for Scientific Journals, Series and Publishers (NSD), Polska Bibliografia Naukowa (PBN/POL-index), Publication Forum (JUFO), Scilit, SCOPUS, SUDOC, Web of Science Core Collection (Emerging Sources Citation Index).

## Rada Naukowa
- José-Luis Diaz, (Université Paris VII, France)
- Giovanni Dotoli, (Université de Bari, Italie)
- Véronique Duché, (Université de Melbourne, Australie)
- Gérard Gengembre, (Université Caen Normandie, France)
- Pierre Glaudes, (Université Paris IV, France)
- Anthony Glinoer, (Université de Sherbrooke, Canada)
- Philippe Hamon, (Université Paris III-Sorbonne Nouvelle, France)
- Georges Jacques, (Université Catholique de Louvain-la-Neuve, Belgique)
- Samia Kassab-Charfi, (Université de Tunis, Tunisie)
- Wiesław Malinowski, (Université Adam Mickiewicz de Poznań, Pologne)
- Bertrand Marchal, (Université Paris IV, France)
- Paweł Matyaszewski, (Université Catholique de Lublin JP II, Pologne)
- Charles Mazouer, (Université Bordeaux-Montaigne, France)
- Zbigniew Naliwajek, (Université de Varsovie, Pologne)
- Catherine Nesci, (Université de Californie à Santa Barbara, États-Unis)
- Marc Quaghebeur, (Archives et Musée de la Littérature, Bruxelles, Belgique)
- Ana Helena Rossi, (Université de Brasília, Brésil)
- Daniel Sangsue, (Université de Neuchâtel, Suisse)
- Gisèle Séginger, (Université Gustave Eiffel, France)
- Magdalena Wandzioch, (Université de Silésie, Pologne)

## Wydane numery
- Ecrire l'absence (1/2011)
- Aux confins de l'absence (2/2012)
- Entre le sacré et le profane (3/2013)
- Sur les traces du vagabond (4/2014)
- De l’image à l’imaginaire (5/2015)
- Hybride(s) (6/2016)
- Le silence en mots, les mots en silence (7/2017)
- Au croisement des vanités (8/2018)
- Maître(s) et disciple(s) (9/2019)
- Caricature : l'art de la démesure (10/2020)
- Utopie : entre non-lieu et contrée idéale (11/2021)
- Mémoire(s) (12/2022)
- Jeu en littérature, littérature en jeu (13/2023)

- La révolte dans le roman du second XIXe siècle (14/2024)